# 联谊大厦
联谊大厦（英語：Union Friendship Tower），位于上海市黄浦区延安东路100号，是一栋供商务、餐饮与零售业租用的现代化商务大楼。其是中国第一幢玻璃幕墙结构建筑，也是上海改革开放后建造的第一幢高层涉外商务办公楼，1985年5月竣工营业，为1985-1987年间的上海第一高楼。

## 建造背景
改革开放前，上海没有外资企业，屈指可数的几家外商代表机构集中在锦江俱乐部和几家涉外宾馆中，办公用房矛盾基本不存在。改革开放后，外商代表机构和外资企业纷纷前往上海开拓市场。然而，当时的上海就连普通的办公楼也很少。
改革开放初期，外商代表机构和外资企业在上海设立后，遭遇了「雇不到人、借不到车、租不到房」的三大窘境。在租不到房方面，当时锦江俱乐部、和平饭店、上海大厦等涉外宾馆的许多客房都被改成了办公室，但仍难满足不了外商的需求。个别外商出于无奈，偷偷租用居民住宅，开设「地下办事处」。外商用房奇缺引起上海市政府的重视，经上海市委、市政府研究后决定，采取沪港合作的方式投资建设上海第一幢涉外商务办公楼。

## 大厦介绍
联谊大厦楼高94.7米，最高建筑高度为106.1米，占地面积2400平方米，建筑总面积26771平方米，共29层并拥有地下室1层，大楼有5部电梯，呈方柱形。大厦由是上海锦江联营公司、上海国际投资信托公司和香港新鸿基集团沪港三方联合投资的，由华东建筑设计院负责建设，设计师为中国近代著名建筑师张乾源，由上海第二建筑工程公司施工。在结构设计上主楼和裙房之间不设沉降缝，能满足使用、抗震、抗渗等要求，是中国首例在软土地基采用该方案的建筑。大厦地基采用箱形基础加钢管桩，桩径609.6毫米，桩长55米，底板厚1.6米，上部结构采用外框内筒，肋形楼盖。外框柱距东西向为9米×3米，南北向为8.5米、7.5米、7.5米、8.5米。当时大厦所用的设备和材料，都是当时几乎最好的，如约克中央空调、冷冻机、锅炉、日立电梯、擦窗机、监控系统、冷却塔、玻璃幕墙等，均从境外购买。大厦在建造期间，创造出5天建造一层楼、仅22个月建成竣工的惊人速度，大厦平面设计合理，建筑立面简洁，设备布置紧凑。
离落成开业还有半年，联谊大厦的预定出租率已超过七成。三菱商事、丸红、通用电气、IBM、惠普、王安电脑、DEC、花旗银行、ABB、三洋电机、新鸿基等众多世界知名企业提出了租用申请，一些跨国公司还希望独自包下两个楼层。由于要求入驻大厦的外企太多，不少排队登记了一年后才得以租到。在1985年5月8日大楼竣工典礼上，时任上海市长汪道涵、副市长倪天增和香港新鸿基集团主席冯景禧共同为大厦落成剪彩。

## 影响
联谊大厦的建成，不仅缓解了当时上海涉外商务办公楼紧缺的困难，也带动了瑞金大厦、上海国际贸易中心、上海商城等一大批涉外商务办公楼相继问世，推动了上海对外开放向广度和深度发展。大厦内部采用节能环保的进口垂直百叶帘，为中国大型工程采用遮阳产品开了先河，也催生了中国遮阳产业的发展。
玻璃幕墙这种建筑结构于联谊大厦之后在中国被大量采用，仅上海就已建成的玻璃幕墙建筑就有约3000幢，也产生了大量玻璃幕墙建筑由于维护不及时导致玻璃频频爆裂坠落伤人的社会问题。